# 光芒抱蛤
光芒抱蛤（学名：Potamocorbula fasciata），是海螂目抱蛤科河篮蛤属的一种。主要分布于越南、台湾，常栖息在河口半淡咸水域。